# Алтарик
Алтарик (бур. Ольтирог) — село в Нукутском районе Усть-Ордынского Бурятского округа Иркутской области. Входит в муниципальное образование «Алтарик» и является его центром.

## География
Село расположено в 69 км от районного центра, на высоте 565 м над уровнем моря.

## Природа
Недалеко от села располагается озеро Алтарик, которое является памятником природы. В 1950-х оно было полноводным, там обитал карась, зеркальный карп и другая рыба, на его берегах произрастала древесная и кустарниковая растительность, в частности сосны, берёзы,
черёмуха.
В 1980-е годы началось обмеление озера. С целью его сохранения и восстановления была проведена работа по установке дизельной насосной станции, проведению водопровода, вода из которых стала поступать в озеро, очищению родников, впадающих в водоём, огораживанию
береговой линии от дороги, посадке по берегам озера фруктовых деревьев (более 200), в частности яблонь, слив и черёмухи. В результате проведения данных мероприятий режим озера был восстановлен.
13 января 1989 года озеро Алтарик было признано памятником природы.
В 2009 году недалеко от села Алтарик, На третьем участке угольного разреза «Головинский» были обнаружены кости мамонта возрастом 40—100 тысяч лет. Рядом были найдены также предметы, напоминающие жернова. Предположительно, здесь была стоянка древнего человека. По причине отсутствия материальных средств на проведение исследований и плохого состояния останков провести палеонтологическую экспертизу не удалось.

## Внутреннее деление
Состоит из 21 улицы:
- 1-я Нагорная
- 2-я Нагорная
- 3-я Нагорная
- Восточная
- Зелёный пер.
- Комсомольская
- Лесная
- Лесной пер.
- Малая Сухая
- Малая-Сухая
- Набережная
- Нагорная
- Новая
- Новый пер.
- Первомайская
- Полевая
- Советская
- Солнечная
- Степная
- Чумакова
- Школьная

## Происхождение названия
Название Алтарик происходит от бурятского ольтирог, что переводится как «остров», «островок».

## История
Ранее в селе функционировал колхоз «Сибиряк». После распада СССР он перестал существовать, многие жители остались без работы.

## Инфраструктура
В селе располагаются администрация муниципального образования, школа, ООО «Сибиряк», клуб, библиотека и краеведческий музей.

## Население
| 2002 | 2010 | 2011 | 2012 |
| ---- | ---- | ---- | ---- |
| 845  | ↘741 | ↘740 | ↘710 |